# Basa (Sudan)
Basa – auch Jabal Basa – ist eine Ortschaft in Sudan. Sie liegt 250 km nordöstlich von Khartum entfernt in der Butanasteppe, am Ostufer des Wadi Hawa, das bei Meroe in den Nil mündet.
Basa bildet einen Gunstraum, in dem auch außerhalb des unmittelbaren Wadi-Einzugsbereichs Regen- und Bewässerungslandwirtschaft möglich ist.

## Archäologie
In der Nähe liegt ein heute völlig zerfallener Tempel, der unter Amanichabale errichtet wurde und vermutlich dem Löwengott Apedemak geweiht war. Der Tempel wurde 1907 ausgegraben und aufgemessen.
Vor dem Tempel lagen etliche umgestürzte Löwenskulpturen, jede davon etwa zwei Tonnen schwer. Davon wurden 1970 die sechs besterhaltenen geborgen und vor dem Eingang des Nationalmuseum Sudans aufgestellt. 
Direkt neben der Tempelanlage liegt ein monumentaler, ca. 250 m breiter Hafir. An dessen Wallaufschüttung wurden zwei sechzig Zentimeter hohe Froschskulpturen gefunden, die man ebenfalls mit nach Khartum nahm. Sie stehen nun am Rande des Sees im Museumsgarten des Nationalmuseums.
Zwei benachbarte Siedlungshügel sowie mehrere Tumuli wurden hingegen bislang nicht archäologisch erforscht.